# Edred
Edred nació en el año 924, siendo el menor de los 4 hijos de Eduardo el Viejo, rey de Wessex, y de su tercera esposa, Edgiva, hija de Sigehelm, caballero de Kent.
A la muerte de su hermano, el rey Edmundo I el Magnífico (26 de mayo de 946) fue elegido para sucederlo en el trono, siendo coronado en Kingston upon Thames el 16 de agosto de 946, y recibiendo la sumisión de los gobernantes de Gales y de los condes del norte.
Durante su reinado, combatió con éxito a los vikingos y fue un ferviente católico. Murió a consecuencia de una enfermedad digestiva. Un cronista refiere que apenas podía ingerir alimentos.
Murió en Frome, Somerset, el 23 de noviembre de 955, a los 31 años de edad, siendo sepultado en la catedral de Winchester. Puesto que era soltero y sin hijos le sucedió su sobrino Edwy el Bello, hijo de Edmundo.